# Павлоградский переулок
Павлогра́дский переулок — переулок в Центральном районе Санкт-Петербурга. Проходит от Лиговского проспекта до улицы Черняховского.

## История
- Первоначально — Церковный переулок (с 1798 года). Название дано по церкви Воздвижения Креста Господня (Лиговский проспект, дом 128).
- С 1836 по 1846 год — 2-й Церковный переулок. Название дано для отличия от 1-го и 3-го Церковных переулков.
- Современное название — с 16 апреля 1887 года. Название дано по городу Павлограду (Екатеринославская губерния), так как рядом проходила Екатеринославская улица.

## Объекты
- дом 8 — лабораторный корпус ГНУ ВНИИЖ РАСХН